# The Morals of Chess
The Morals of Chess é o título de um ensaio publicado por Benjamin Franklin em 1779, no qual ele coloca em evidência as virtudes intelectuais e morais advindas da prática do enxadrismo e defendia uma conduta ética para o jogo de xadrez.